# Баронч, Фаддей
Баронч Фаддей (Тадэуш) (пол. Tadeusz Barącz, арм. Տադէուշ Բարոնչ; 24 марта 1849, Лемберг — 12 марта 1905, Лемберг) — польский скульптор.

## Биография

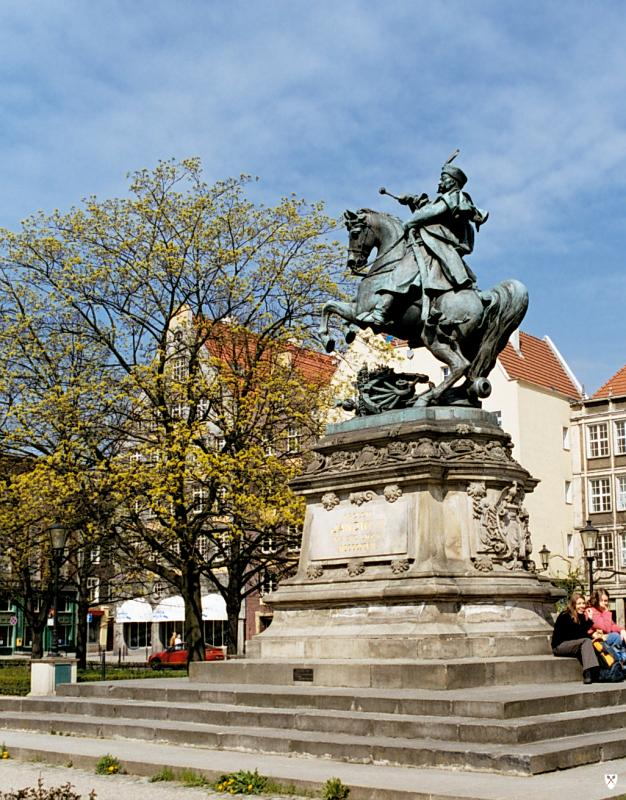
Памятник Яну III Собескому, перенесен из Львова в Гданьск

Родился во Львове в семье армянина Якуба Баронча, владельца отеля «Краковский». Мать — Фекла из рода Трухлинских.
В Мюнхене учился в Академии художеств у Макса Виндмана (1869—1871) вероятно в ателье К. Ц. Зумбуша, позже — во Флоренции в мастерской Августо Ривальта (1872—1875). Вернулся во Львов в начале 1876 года. Имел мастерскую в гостинице «Краковском» на пл. Бернардинской (ныне пл. Соборная). Ранние работы Баронча относятся к позднему романтизму (до 1875) позже — к реализму, неоренессанса и необарокко. Часто работал в портретном жанре, выполнил портреты многих известных львовских современников. Принимал участие в ежегодных выставках Общества любителей изящных искусств.
Известен так же своей неприязнью ко львовскому скульптору Леонардо Маркони. По этому поводу печатал критику в адрес Маркони во львовской прессе. Умер во Львове 12 марта 1905 года в 56 лет. Похоронен на Лычаковском кладбище. После смерти состоялась выставка работ Фаддея, на которой было представлено около 120 бюстов, скульптурных групп и рельефов. Примерно 50 произведений Баронча ныне хранятся в Львовской галерее искусств.

## Работы
.

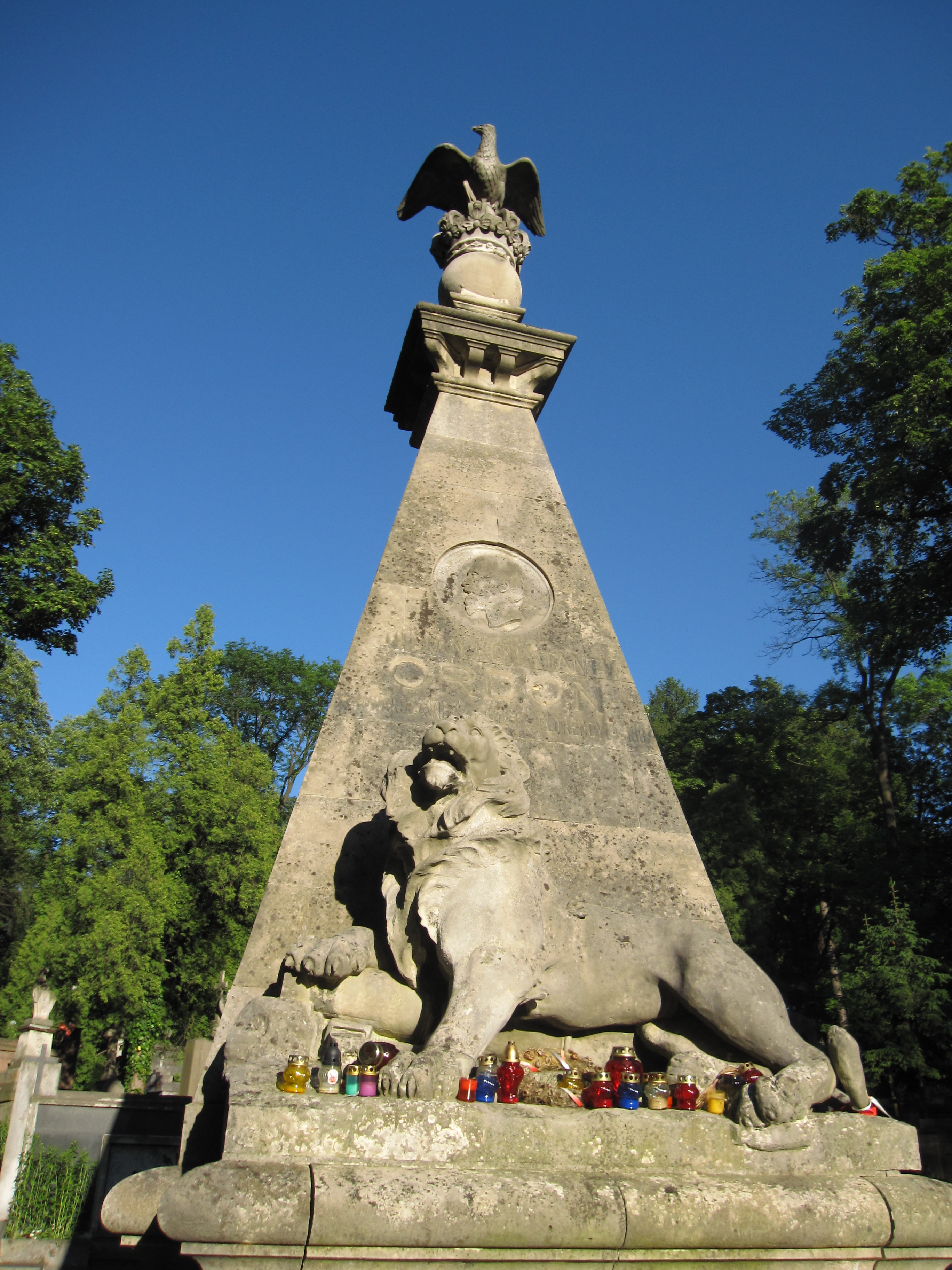
Памятник на могиле Ю. Ордона во Львове на Лычаковском кладбище. Совместная работа скульпторов Юлиана Марковского и Тадеуша Баронча (возведён в 1896 году)

- Скульптуры на фасаде гимназии им. Франца Иосифа I на ул. Батория 5, нынешняя Князя Романа (1876).
- Скульптурный портрет Тараса Шевченко (терракота, 1877). Этот портрет он подарил обществу имени Тараса Шевченко в Киеве и позволил делать копии и репродукции для продажи с целью собрать средства на памятник для украинских поэтов.
- Памятник Яну III Собеский в Калуше (1880-е, уничтожен 1919).
- Бюст Яна III Собеского во Львове на ул. Лысенко (1891, уничтожен в 1949).
- Бронзовый памятник Яну III Собескому во Львове (1898). Изготовлению памятника предшествовал скандал, в связи с требованиями Леонарда Маркони объявить открытый конкурс проектов. Разгорелась длительная дискуссия во львовской прессе, к которой присоединились Тадеуш Висньовецкий, Антон Попель, Юлиан Марковский, Томаш Дикас. В конечном итоге заказ достался Барончу. Памятник торжественно открыт 20 ноября 1898 года на Валах Гетманских (ныне Проспект Свободы). С 1953 года находится в Гданьске.
- Статуя мальчика под названием «Бережливость» в интерьере Галицкой сберегательной кассы во Львове (уничтожена 1945).
- Памятник Мицкевичу в Трускавец (1898).
- Аллегория Комедии, а также статуи муз — Мельпомены и Талии на фасаде Городского театра во Львове (1899).
- Ряд надгробий и памятников на Лычаковском кладбище
  - Юлиану Константину Ордону (1884—1886, совместно с Юлианом Марковский);
  - Медальон Якуба Баронча (1880);
  - Людвики Крувчинськои (1881);
  - Генрих Шмит (1883, не сохранился);
  - Врачу Франциску Равич Косинскому (ок. 1900).
  - Памятник на склепе семьи Левицких (1900)
- Ряд эскизов памятников, по разным причинам нереализованных: памятник Мицкевичу в Кракове (1884—1885), Софии Хжановський в Теребовле (1885), Фредри во Львове (1892), Тадеуша Костюшко в Чикаго (1893, третья награда на конкурсе), также Тадеуша Костюшко во Львове (1904).